# Shrirangapattana
Shrirangapattana là một thị xã của quận Mandya thuộc bang Karnataka, Ấn Độ.

## Địa lý
Shrirangapattana có vị trí 12°25′B 76°42′Đ / 12,41°B 76,7°Đ Nó có độ cao trung bình là 679 mét (2227 feet).

## Nhân khẩu
Theo điều tra dân số năm 2001 của Ấn Độ, Shrirangapattana có dân số 23.448 người. Phái nam chiếm 51% tổng số dân và phái nữ chiếm 49%. Shrirangapattana có tỷ lệ 68% biết đọc biết viết, cao hơn tỷ lệ trung bình toàn quốc là 59,5%: tỷ lệ cho phái nam là 74%, và tỷ lệ cho phái nữ là 63%. Tại Shrirangapattana, 10% dân số nhỏ hơn 6 tuổi.